# Citoyens pour l'Europe
Citoyens pour l'Europe est un programme de l’Union européenne pour aider à combler le fossé entre les citoyens et l’Union européenne. L'ancien programme expire en 2006. La Commission européenne a le 6 avril 2005 adopté, la proposition, pour un nouveau programme "Citoyens pour l'Europe" pour la période allant du 1er janvier 2007 au 31 décembre 2013. Ce programme doit fournir à l'Union des instruments pour promouvoir la citoyenneté européenne, mettre les citoyens au centre et leur offrir l’occasion d'assurer complètement leur responsabilité en tant que citoyen de l'Union européenne.
Le programme pour la période 2007 - 2013 s'articule autour de trois axes :
- « Des citoyens actifs pour l'Europe » implique les citoyens directement, que ce soit à travers les activités de jumelage des villes ou d'autres types de projets de citoyens.
- « Une société civile active pour l'Europe » vise les organisations de la société civile au niveau Européen, à travers, d'une part, un soutien structurel sur la base de leur programme de travail, et d'autre part, un soutien à des projets transnationaux, par exemple dans le domaine des médias[5].
- « Ensemble pour l'Europe » soutient des événements à haute visibilité, des études et des outils d'information, s'adressant au public le plus large possible à travers les frontières, ce qui rendra l'Europe plus tangible pour ses citoyens.

La proposition affirme que la compréhension mutuelle, la solidarité et le sentiment d'appartenance à l'Europe sont en effet les fondements de la participation des citoyens.
Par leur décision le parlement européen et le conseil de l'Union européenne considèrent que le statut de citoyen de l’Union devrait être le statut fondamental des ressortissants des États membres.
Le budget proposé pour ce programme, pour la période 2007-2013 est de 235 millions d'euros (€).
Le Parlement européen présente une information relative à l'état actuel du dossier.